# Leptothyra grossa
Leptothyra grossa is een slakkensoort uit de familie van de Colloniidae. De wetenschappelijke naam van de soort is voor het eerst geldig gepubliceerd in 1996 door Feng.